# Защитникам неба Отечества
Мемориал «Защитникам неба Отечества» — мемориальный комплекс, расположен при въезде в город Тула со стороны Заречья в районе Московского шоссе и возведён к 71 годовщине победы над фашизмом в Великой Отечественной войне. Высота памятника более 27 метров, диаметр — более 93 метров.

## Описание
Мемориал представляет собой две несущие опоры, изогнутые в виде траекторий полёта самолётов: истребитель Ла-5ФН на вершине опоры, а сбитый самолёт Фокке Вульф Fw-189 («Рама») расположен врезавшимся в землю. Копии самолётов выполнены в натуральную величину.
В основе скульптурной композиции комплекса лежит реальный боевой эпизод из фронтовой биографии Героя Советского Союза Ивана Алексеевича Вишнякова. В этом бою он сбил 2 немецких самолёта-разведчика Фокке Вульф Fw-189 («Рама»), за этот беспрецедентный подвиг лётчик и его ведомый Александр Шевцов были награждены орденом Александра Невского.
Мемориал обрамляют полукругом два пилона. На внешней стороне пилонов расположены 26 бронзовых табличек с именами 2420 лётчиков - Героев Советского Союза. С внутренней стороны пилонов под гербами 15 бывших союзных республик СССР, стран антигитлеровской коалиции и Китайской Народной Республики на национальных языках написан текст: "Героям Отечества - благодарные потомки". Начинается галерея с барельефа штурмовика Ил-2 и герба Тульской области с текстом "Мемориал создан при содействии правительства Тульской области и администрации города-героя Тулы". Заканчивается галерея Государственным гербом Российской Федерации с текстом "Героям неба Отечества от Министерства Обороны РФ и Российского Военно-Исторического Общества" и барельефом истребителя Ла-5.
По центру композиции, в вершине полукруга, где пилоны сходятся, расположены два барельефа и 12 медальонов с портретами выдающихся лётчиков Великой Отечественной войны. Один барельеф посвящён воздушному бою у железнодорожной станции Насва (Псковская область), в котором лётчики Вишняков И. А. и Шевцов А. Г. сбили вражеские FW-189. Второй барельеф посвящён формированию в Туле и боевому пути 171-го иап. Здесь же, в центре композиции, горит Вечный огонь.
Место расположения мемориального комплекса выбрано не случайно: в Туле формировался 171-й истребительный авиационный полк, ВВС Московского военного округа впоследствии:  171-й Тульский Краснознаменный истребительный авиационный полк в котором Иван Алексеевич Вишняков командовал легендарной эскадрильей «За Олега Кошевого». Также здесь базировались: 46-й гвардейский женский ночной бомбардировочный авиационный полк «Ночные ведьмы» и эскадрилья союзников по антигитлеровской коалиции «Нормандия-Неман» (Франция).

## Авторы и инициаторы Мемориала
- Фонд сохранения исторической памяти отечественной авиации «Защитники неба Отечества» в лице руководителя Вишнякова Михаила Ивановича — сына легендарного лётчика-истребителя, Героя Советского Союза Ивана Алексеевича Вишнякова.
- Региональная общественная организация "Центр патриотического воспитания «Патриот» в лице руководителя Владимира Преображенского — внука Героя Советского Союза Евгения Николаевича Преображенского, лётчика, который во главе флагманского экипажа в августе 1941 года участвовал в нанесении первого бомбового удара по военным объектам гитлеровского Берлина.

## Галерея

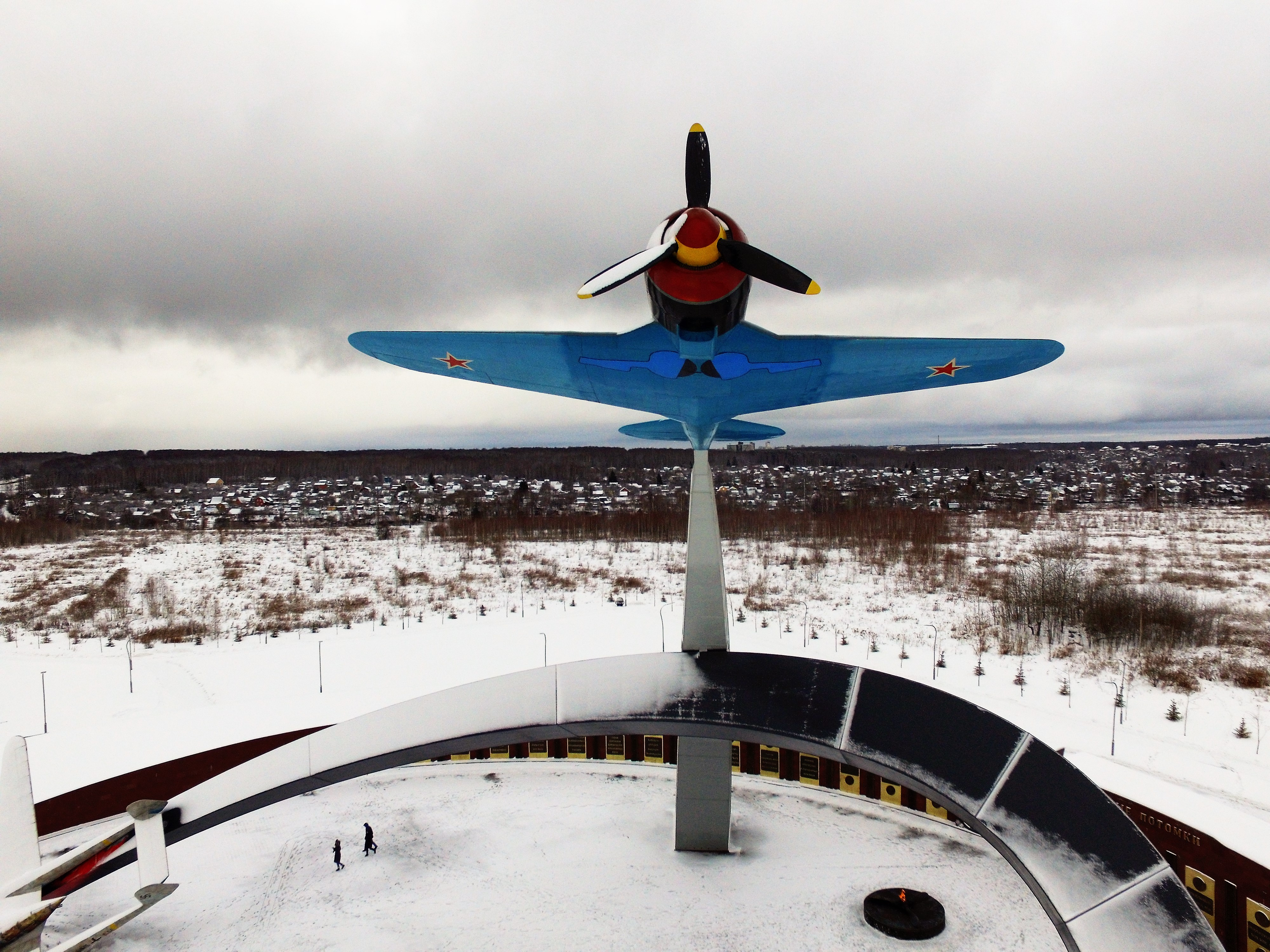
Ла-5ФН в мемориале в Туле
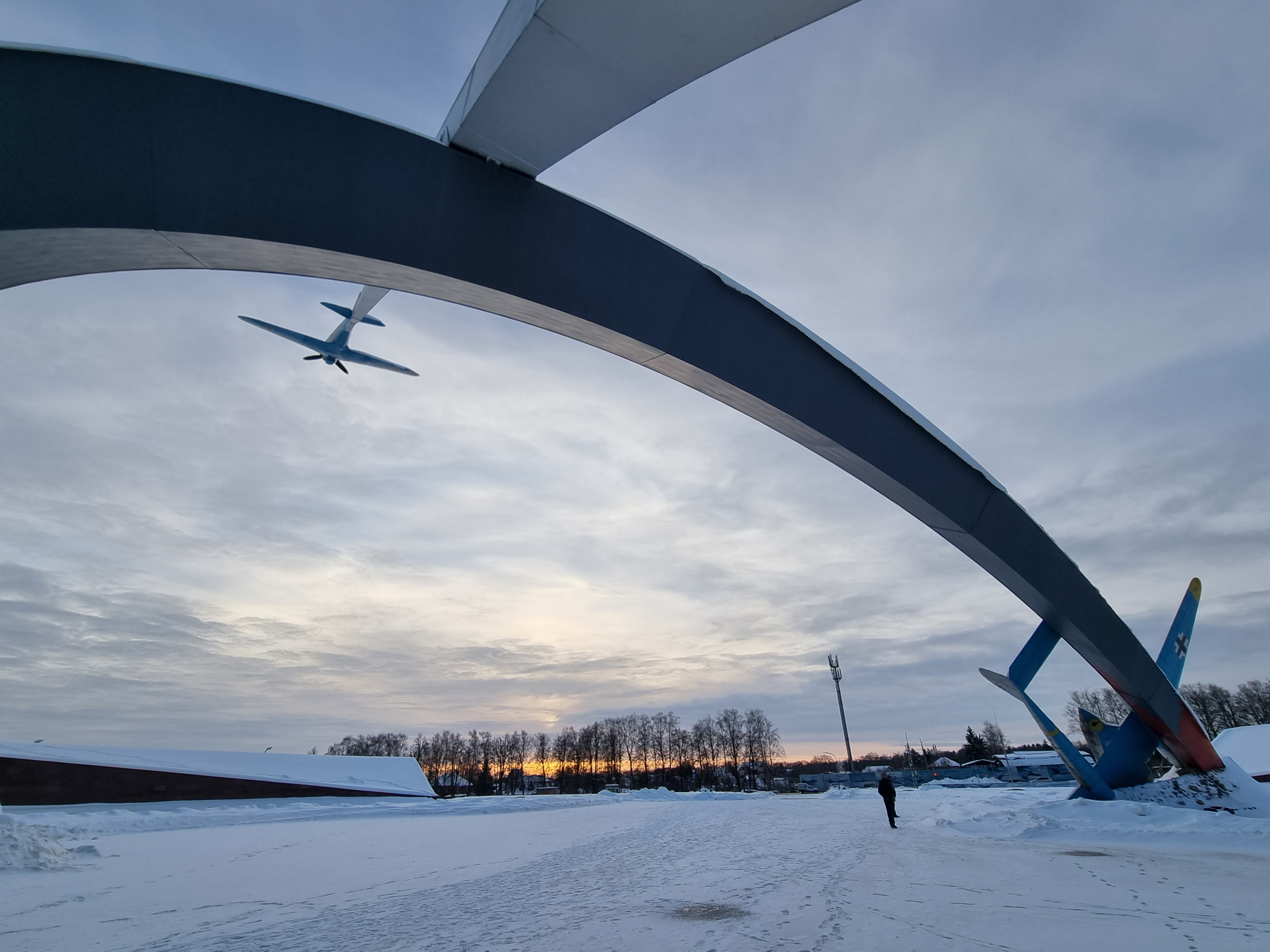
Вид от Вечного огня
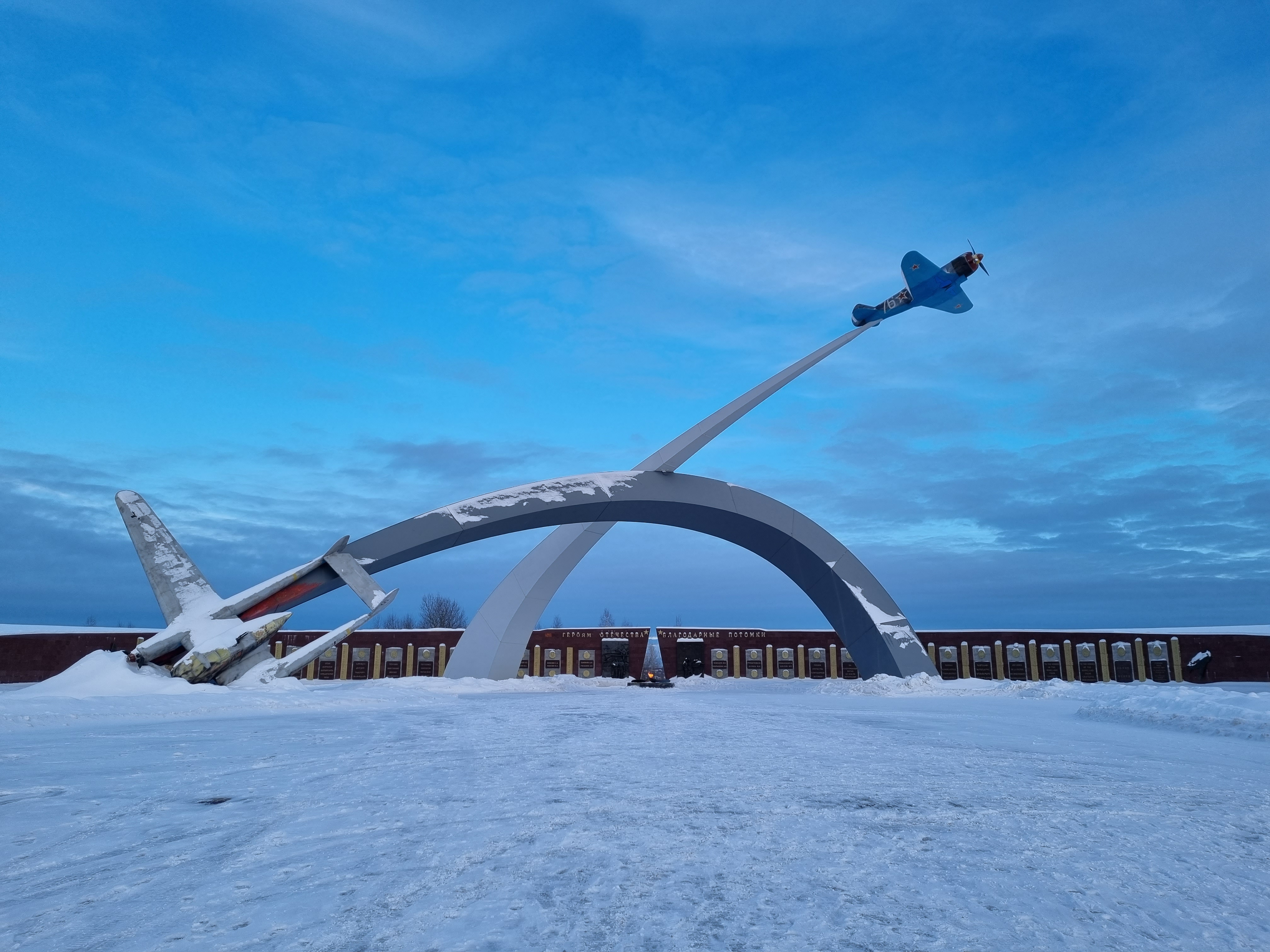
Фронтальный вид